# نیروهای مسلح جمهوری متحد عربی
نیروهای مسلح جمهوری متحد عربی (به عربی: القوات المسلحة للجمهوریة العربیة المتحدة)، نام رسمی ارتش جمهوری متحد عربی بود، اتحادیه‌ای متشکل از سرزمین‌های مصر و سوریه. پس از اعلام اتحاد در ۲۲ فوریه ۱۹۵۸، ارتش سوریه ارتش اول نام گرفت و ارتش مصر ارتش دوم نام گرفت. پس از خروج سوریه از اتحادیه پس از کودتای ۲۸ سپتامبر ۱۹۶۱ منحل شد. با این حال، مصر تحت رهبری جمال عبدالناصر به استفاده از این نام ادامه داد.